# (419) Аврелия
(419) Авре́лия (нем. Aurelia) — астероид главного пояса, который принадлежит к редкому спектральному классу F. Он был открыт 7 сентября 1896 года немецким астрономом Максом Вольфом в обсерватории Хайдельберг.

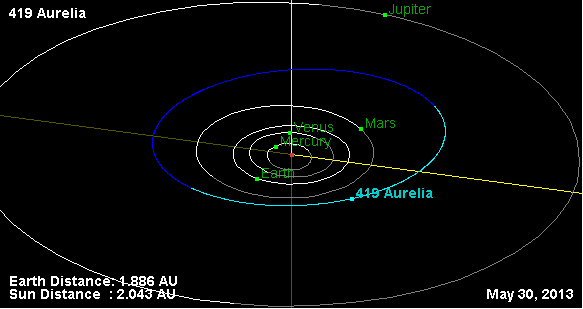
Орбита астероида Аврелия и его положение в Солнечной системе

Фотометрические наблюдения, проведённые в 2008 году в обсерватории Organ Mesa в Лас-Крусесе, позволили получить кривые блеска этого тела, из которых следовало, что период вращения астероида вокруг своей оси равняется 16,784 ± 0,001 часам, с изменением блеска по мере вращения 0,07 ± 0,01 m. Японский инфракрасный спутник Akari не выявил наличия на Аврелии гидратированных минералов.